# Missen-Wilhams
Missen-Wilhams es un municipio situado en el distrito de Alta Algovia, en el estado federado de Baviera (Alemania). Tiene una población estimada, a fines de 2021, de 1482 habitantes.
Forma parte de la mancomunidad de municipios (verwaltungsgemeinschaft) de Weitnau.
Está ubicado al suroeste del estado, en la región de Suabia, cerca de la frontera con Austria y de la orilla del río Iller —un afluente del Danubio por su margen derecha—.